# Prix littéraires 2007
Liste des prix littéraires décernés au cours de l'année 2007 :

## Prix internationaux
- Prix Nobel de littérature : Doris Lessing (Grande-Bretagne)[1]
- Prix européen de littérature : Tadeusz Rozewicz (Pologne)
- Prix des cinq continents de la francophonie : Wilfried N'Sondé (République du Congo) pour Le Cœur des enfants léopards
- Prix de littérature francophone Jean Arp : Bernard Vargaftig (France)
- Prix SACD de la dramaturgie francophone :  Khaldoun Imam (Syrie, Canada) pour Les Voix et les échos
- Grand prix de littérature du Conseil nordique : Sara Stridsberg (Suède) pour La Faculté des rêves
- Grand prix littéraire d'Afrique noire : Bessora (Gabon) pour Cueillez-moi, jolis messieurs.... Mention spéciale : Jean Sévry pour Les Littératures d'Afrique du Sud.
- Prix international Man-Booker : Chinua Achebe (Nigéria)
- Prix littéraire international de Dublin : Per Petterson (Norvège) pour Ut og stjæle hester (Pas facile de voler des chevaux)
- Prix littéraire des Caraïbes : Gary Victor (Haïti) pour Les cloches de la brésilienne
- Prix Carbet de la Caraïbe et du Tout-Monde :  Miguel Duplan (d)   (France) pour L'acier
- Prix Tropiques : Maryse Condé (France) pour Victoire, les saveurs et les mots
- Prix commémoratif Astrid-Lindgren : Banco del Libro (Venezuela)[2]

## Allemagne
- prix Heinrich-Böll : Christoph Ransmayr[3]
- Prix Georg-Büchner : Martin Mosebach[4]
- Prix Friedrich Hölderlin (Bad Homburg) : Urs Widmer

## Belgique
- Prix Victor-Rossel : Les Vivants et les Ombres de Diane Meur
- Prix Victor-Rossel des jeunes : Les Vivants et les Ombres de Diane Meur
- Prix littéraires de la Communauté française de Belgique :
  - Prix de la première œuvre : Le Photographe de Marc Pirlet
  - Prix triennal de poésie : Cent fois sur le métier de Jan Baetens
  - Prix de la traduction littéraire : Radivoje Konstantinovic
  - Prix du rayonnement des lettres à l'étranger : Nathalie Aubert
  - Prix Renaissance de la Nouvelle : Une seconde de plus de Delphine Coulin
- Prix Marcel Thiry : Les Jours de Serge Delaive

## Canada
- Grand prix du livre de Montréal : Georges Leroux pour Partita pour Glenn Gould
- Prix Athanase-David : Paul Chamberland
- Prix du Gouverneur général :
  - Catégorie « Romans et nouvelles de langue anglaise » : Michael Ondaatje pour Divisadero
  - Catégorie « Romans et nouvelles de langue française » : Sylvain Trudel pour La Mer de la tranquillité
  - Catégorie « Poésie de langue anglaise » : Don Domanski pour All Our Wonder Unavenged
  - Catégorie « Poésie de langue française » : Serge Patrice Thibodeau pour Seul on est
  - Catégorie « Théâtre de langue anglaise » : Colleen Murphy pour The December Man
  - Catégorie « Théâtre de langue française » : Daniel Danis pour Le Chant du Dire-Dire
  - Catégorie « Études et essais de langue anglaise » : Karolyn Smardz Frost pour I've Got a Home in Glory Land: A Lost Tale of the Underground Railroad
  - Catégorie « Études et essais de langue française » : Annette Hayward pour La Querelle du régionalisme au Québec (1904-1931) : Vers l’autonomisation de la littérature québécoise
- Prix Giller : Elizabeth Hay pour Late Nights on Air
- Prix littéraire France-Québec : Myriam Beaudoin pour Hadassa
- Prix littéraire Québec-France Marie-Claire-Blais : La Théorie des nuages de Stéphane Audeguy
- Prix Robert-Cliche : Stéphane Achille pour Ballade en train assis sur les genoux du dictateur

## Corée du Sud
- Prix de l'Association des poètes coréens : Han yeong-ok pour 아득한 얼굴
- Prix Daesan
  - Catégorie « Poésie » : Nam Jin-woo pour 새벽 세 시의 사자 한 마리
  - Catégorie « Roman » : Kim Hoon pour 남한산성
  - Catégorie « Drame » : Bae Sam-sik pour 열하일기 만보
  - Catégorie « Critique » : Kim Yeong-chan pour 비평극장의 유령들
  - Catégorie « Traduction » : Kang Seung-hee, Oh Dong-sik et Torsten Zaiak pour Die Geschichte des Herrn Han de Hwang Sok-yong
- Prix Dong-in : Eun Hee-kyung pour La beauté me fuit
- Prix de littérature contemporaine (Hyundae Munhak)
  - Catégorie « Poésie » : Choi Jeongrye pour Ses lèves sont douces, les tiennes sont froides
  - Catégorie « Roman » : Lee Seung-u pour 전기수傳奇叟 이야기
  - Catégorie « Critique » : Bok Dohun pour 축생, 시체, 자동인형ㅡ2000년대 젊은 작가들의 소설에 등장한 캐릭터와 신(新)인류학
- Prix Gongcho : Yi Suik pour 오체투지
- Prix Hwang Sun-won : Kim Yeonsu pour Le comédien parti sur la lune
- Prix Jeong Ji-yong : Joo Hyeon pour 아득한 성자
- Prix Kim Soo-young : Sun Myung-moon pour 검은 표범 여인
- Prix Manhae : Kim Nam-jo, catégorie « Littérature »
- Prix Midang : Mun In-su pour 식당의자
- Prix Poésie contemporaine : Lee In-won
- Prix de poésie Sowol : Ra Heeduk pour 섶섬이 보이는 방
- Prix Yi Sang : Jon Kyongnin pour L'ange reste ici

## Espagne
- Prix Cervantes : Juan Gelman
- Prix Prince des Asturies : Amos Oz
- Prix Nadal : Felipe Benítez Reyes (es), pour Mercado de espejismos
- Prix Planeta : Juan José Millás, pour El mundo
- Prix national des Lettres espagnoles : Ana María Matute
- Prix national de Narration : Vicente Molina Foix (es), pour El abrecartas
- Prix national de Poésie : Olvido García Valdés (es), pour Y todos estábamos vivos
- Prix national d'Essai : José María González García (es), pour La diosa Fortuna. Metamorfosis de una metáfora política
- Prix national de Littérature dramatique : Rubén Ruibal (es), pour Limpeza de sangue — écrit en galicien
- Prix national de Littérature infantile et juvénile : Jordi Sierra i Fabra, pour Kafka y la muñeca viajera
- Prix Adonáis de Poésie : Teresa Soto González (es), pour Un poemario (Imitación de Wislawa)
- Prix Anagrama : Andrés Barba (es) et Javier Montes, pour La ceremonia del porno
- Prix Loewe : Vicente Valero pour Días del bosque
- Prix de la nouvelle courte Casino Mieres : José Manuel Parrilla, pour Galeón de Tornaviaje
- Prix d'honneur des lettres catalanes : Baltasar Porcel Pujol (écrivain)
- Prix national de littérature de la Generalitat de Catalogne : Francesc Serés
- Journée des lettres galiciennes : María Mariño
- Prix de la critique Serra d'Or :
  - Francesco Ardolino, pour Una literatura entre el dogma i l'heretgia. Les influències dantesques en l'obra de Joan Maragall, étude littéraire.
  - Francesc Serés, pour La força de la gravetat, recueil de nouvelles.
  - Julià de Jòdar i Muñoz, pour El metall impur, roman.
  - Ponç Pons (ca), pour Nura, recueil de poésie.
  - Vicent Alonso, pour la traduction de Essais de Michel de Montaigne.

## États-Unis
- National Book Award :
  - Catégorie « Fiction » : Denis Johnson pour Tree of Smoke (Arbre de Fumée)
  - Catégorie « Essais» : Tim Weiner pour Legacy of Ashes: The History of the CIA
  - Catégorie « Poésie » : Robert Hass pour Time and Materials: Poems, 1997–2005
- Prix Agatha :
  - Catégorie « Meilleur roman » : Nancy Pickard pour The Virgin of Small Plains
  - Catégorie « Meilleure nouvelle » :
- Prix Hugo :
  - Prix Hugo du meilleur roman : Rainbows End (Rainbows End) par Vernor Vinge
  - Prix Hugo du meilleur roman court : A Billion Eves par Robert Reed
  - Prix Hugo de la meilleure nouvelle longue : L'Épouse du djinn (The Djinn's Wife) par Ian McDonald
  - Prix Hugo de la meilleure nouvelle courte : Rêves impossibles (Impossible Dreams) par Tim Pratt
- Prix Locus :
  - Prix Locus du meilleur roman de science-fiction : Rainbows End (Rainbows End) par Vernor Vinge
  - Prix Locus du meilleur roman de fantasy : Le Privilège de l'épée (The Privilege of the Sword) par Ellen Kushner
  - Prix Locus du meilleur roman pour jeunes adultes : L'Hiverrier (Wintersmith) par Terry Pratchett
  - Prix Locus du meilleur premier roman : Téméraire : Les Dragons de Sa Majesté/Le Trône de jade/Par les chemins de la soie (Temeraire: His Majesty's Dragon/Throne of Jade/Black Powder War) par Naomi Novik
  - Prix Locus du meilleur roman court : Missile Gap par Charles Stross
  - Prix Locus de la meilleure nouvelle longue : When Sysadmins Ruled the Earth par Cory Doctorow
  - Prix Locus de la meilleure nouvelle courte : Comment parler aux filles pendant les fêtes (How to Talk to Girls at Parties) par Neil Gaiman
  - Prix Locus du meilleur recueil de nouvelles : Des choses fragiles (Fragile Things) par Neil Gaiman
- Prix Nebula :
  - Prix Nebula du meilleur roman : Le Club des policiers yiddish (The Yiddish Policemen's Union) par Michael Chabon
  - Prix Nebula du meilleur roman court : La Fontaine des âges (Fountain of Age) par Nancy Kress
  - Prix Nebula de la meilleure nouvelle longue : Le Marchand et la Porte de l'alchimiste (The Merchant and the Alchemist's Gate) par Ted Chiang
  - Prix Nebula de la meilleure nouvelle courte : Always (Always) par Karen Joy Fowler
- Prix Pulitzer :
  - Catégorie « Fiction » : Cormac McCarthy pour The Road (La Route)
  - Catégorie « Biographie et Autobiographie » : Debby Applegate pour The Most Famous Man in America: The Biography of Henry Ward Beecher
  - Catégorie « Essai » : Lawrence Wright pour The Looming Tower: Al-Qaeda and the Road to 9/11 (La guerre cachée : Al-Qaïda et les origines du terrorisme islamiste)
  - Catégorie « Histoire » : Gene Roberts et Hank Klibanoff pour The Race Beat (The Race Beat : la presse, la lutte pour les droits civiques et le réveil d'une nation)
  - Catégorie « Poésie » : Natasha Trethewey pour Native Guard
  - Catégorie « Théâtre » : David Lindsay-Abaire pour Rabbit Hole

## Finlande
- Prix Aleksis-Kivi : non décerné
- Prix Kalevi-Jäntti : Vesa Haapala pour Vantaa
- Prix Eino-Leino : Eira Stenberg
- Prix de la littérature de l'État finlandais : Jari Järvelä pour la trilogie Veden paino (2001), Pieni taivas (2004) et Kansallismaisema (2006)
- Prix littéraire de la ville de Tampere : Antti Tuuri pour Kylmien kyytimies
- Prix Tollander : Johan Bargum
- Prix Rudolf-Koivu : Camilla Pentti
- Prix Topelius : Timo Parvela pour Tuliterä
- Prix Mikael-Agricola : Caj Westerberg
- Médaille Anni-Swan : non décerné
- Prix d'écriture Juhana-Heikki-Erkko : Suvi Boon
- Médaille Kiitos kirjasta : Reko Lundán et Tina Lundán pour Viikkoja, kuukausia
- Prix Arvid-Lydecken : Laura Lähteenmäki pour Marenkikeiju
- Prix Kaarle : Riikka Pulkkinen pour Raja[5]
- Prix Pehr-Evind-Svinhufvud : Esko Salminen
- Prix du grand club du livre finlandais : non décerné
- Prix Pirkanmaan-Plättä : Kirsti Manninen pour Suden arvoitus
- Prix Pääskynen : non décerné
- Prix Atorox : Anne Leinonen pour Toisinkainen
- Prix Finlandia : Hannu Väisänen pour Toiset kengät
- Prix Pikku-Finlandia : Ina Mutikainen
- Prix Tieto-Finlandia : Peter von Bagh pour Sininen laulu
- Prix Lea : non décerné
- Prix Tähtivaeltaja : Troikka par Stepan Chapman (en)
- Prix de l'ours dansant : Tuomas Timonen pour Oodi rakkaudelle
- Prix littéraire Helsingin-Sanomat : Henriikka Tavi pour Esim. Esa
- Prix du livre chrétien de l'année : Munkki Serafim
- Prix Laivakello : Tittamari Marttinen
- Prix Finlandia Junior : Aino Havukainen et Sami Toivonen pour Tatun ja Patun Suomi
- Prix Runeberg : Sanna Ravi pour Ansari
- Prix Vuoden johtolanka : Tapani Bagge (fi) pour Musta taivas
- Prix Kaarina-Helakisa : Hanna Marjut Marttila
- Prix Nuori Aleksis : Tina et Reko Lundán pour Viikkoja, kuukausia

## France
- Prix Goncourt : Gilles Leroy pour Alabama Song (Mercure de France).
  - Prix Goncourt du premier roman : Perla de Frédéric Brun
  - Prix Goncourt des lycéens : Philippe Claudel pour Le Rapport de Brodeck
- Prix Médicis : Jean Hatzfeld pour La Stratégie des antilopes
  - Prix Médicis étranger : Daniel Mendelsohn (États-Unis) pour Les Disparus
  - Prix Médicis essai : L'Année de la pensée magique de Joan Didion
- Prix Femina : Éric Fottorino pour Baisers de cinéma (Gallimard)
  - Prix Femina étranger : Edward St Aubyn pour Le Goût de la mère (éd. Christian Bourgois)
- Prix Renaudot : Daniel Pennac pour Chagrin d'école (Gallimard)
- Prix Interallié : Christophe Ono-Dit-Biot pour Birmane (Plon)
- Prix Décembre : Yannick Haenel pour Cercle
- Prix des libraires : Muriel Barbery pour L'Élégance du hérisson
- Grand prix de littérature de l'Académie française : Michel Chaillou
- Grand prix du roman de l'Académie française : Vassilis Alexakis pour Ap. J.-C.
- Grand prix de la francophonie : Élie Barnavi
- Prix des Deux Magots : Stéphane Audeguy pour Fils unique
- Prix de Flore : Ni d'Ève ni d'Adam d'Amélie Nothomb
- Prix France Culture : Microfictions de Régis Jauffret
- Prix du Livre Inter : Ouest de François Vallejo
- Prix du roman Fnac : Le Dernier Frère de Nathacha Appanah
- Prix Guillaume-Apollinaire : Linda Maria Baros pour La Maison en lames de rasoir (Cheyne éditeur)
- Prix du Quai des Orfèvres :
- Prix Jean-Monnet de littérature européenne du département de la Charente : Jens Christian Grøndahl (Danemark) pour Piazza Bucarest[6]
- Grand Prix de Poésie de la SGDL : Jean Métellus
- Grand prix des lectrices de Elle :
- Grand prix de l'Imaginaire « Roman » :
- Grand prix de l'Imaginaire « Roman étranger » :
- Grand prix de l'Imaginaire « Nouvelle » :
- Grand prix de l'Imaginaire « Nouvelle étrangère » :
- Prix du Roman populiste : Olivier Adam pour À l'abri de rien
- Prix Russophonie : Jean-Baptiste Godon pour la traduction de Au Diable Vauvert d’Evgueni Zamiatine (éditions Verdier)
- Prix mondial Cino-Del-Duca : Mona Ozouf, (France) pour l’ensemble de son œuvre.
- Prix François-Mauriac de la région Aquitaine : La Maison du retour de Jean-Paul Kauffmann
- Prix Saint-Simon : La Maison du retour de Jean-Paul Kauffmann
- Prix des Découvreurs : Matthieu Gosztola pour Sur la musicalité du vide (poésie)
- Prix RFO du livre : Fabienne Kanor pour Humus

## Italie
- Prix Strega : Niccolò Ammaniti, Come Dio comanda (Mondadori)
- Prix Bagutta : Alessandro Spina I confini dell'ombra (Morcelliana)
- Prix Bancarella : Frank Schätzing, La Mort et le Diable
- Prix Campiello : Mariolina Venezia, Mille anni che sto qui
- Prix Napoli : Francesco Pecoraro, Dove credi di andare (Mondadori)
- Prix Stresa : Paolo Rumiz - La leggenda dei monti naviganti (Feltrinelli)
- Prix Viareggio :
  - Roman : Filippo Tuena, Ultimo parallelo
  - Essai : Paolo Mauri, Buio
  - Poésie : Silvia Bre, Marmo
  - Première œuvre : non attribué. Mentions spéciales aux finalistes : Simona Baldanzi, Figlia di una vestaglia blu; Paolo Colagrande, Fideg et Paolo Fallai, Freni

## Monaco
- Prix Prince-Pierre-de-Monaco : Jacques-Pierre Amette

## Norvège
- Prix Brage :
  - Catégorie « Fiction pour adultes » : Carl Frode Tiller pour Innsirkling
  - Catégorie « Livre pour les enfants et la jeunesse » : Linn T. Sunne pour Happy
  - Catégorie « Livre de non-fiction » : Frank Rossavik pour Stikk i strid – Ein biografi om Einar Førde
  - Catégorie « Ouverte » : Jon Ewo et Bjørn Ousland pour Fortellingen om et mulig drap
  - Catégorie « Prix d'honneur » : Guri Vesaas

## Royaume-Uni
- Prix Booker : Anne Enright pour The Gathering (Retrouvailles)
- Prix James Tait Black :
  - Fiction : Rosalind Belben pour Our Horses in Egypt
  - Biographie : Rosemary Hill pour God's Architect: Pugin and the Building of Romantic Britain
- Orange Broadband Prize for Fiction : Chimamanda Ngozi Adichie pour Half of a Yellow Sun (L'Autre Moitié du soleil)
- Prix John-Llewellyn-Rhys : Sœurs dans la guerre de Sarah Hall
- Médaille Carnegie : Meg Rosoff pour Si jamais (Just in Case)
- Prix Rose-Mary-Crawshay : Susan Oliver pour Scott, Byron and the Politics of Cultural Encounter
- Prix Somerset-Maugham : Horatio Clare pour Running For The Hills, James Scudamore pour The Amnesia Clinic

## Russie
- Prix Bolchaïa Kniga : Lioudmila Oulitskaïa pour Daniėľ Štajn, perevodčik (Даниэль Штайн, переводчик)
- Prix Booker russe : Alexandre Ilitchevski pour Matisse

## Suisse
- Prix Lipp Suisse : Urs Widmer pour Le livre de mon père
- Prix Ahmadou-Kourouma : Sami Tchak, pour Le Paradis des chiots (Mercure de France).